# Шариповский сельсовет (Башкортостан)
Шариповский сельсовет — муниципальное образование в Кушнаренковском районе Башкортостана.
Административный центр — село Шарипово.

## История
Согласно Закону о границах, статусе и административных центрах муниципальных образований в Республике Башкортостан имеет статус сельского поселения.

## Население
| 2002  | 2009  | 2010  | 2012  | 2013  | 2014  | 2015  |
| ----- | ----- | ----- | ----- | ----- | ----- | ----- |
| 2501  | ↘2409 | ↘2369 | ↘2344 | ↘2328 | ↘2277 | ↘2267 |
| 2016  | 2017  | 2018  |       |       |       |       |
| ↗2289 | ↗2294 | ↘2276 |       |       |       |       |

## Состав сельского поселения
| № | Населённый пункт | Тип населённого пункта       | Население |
| - | ---------------- | ---------------------------- | --------- |
| 1 | Шарипово         | село, административный центр | ↗648      |
| 2 | Калтаево         | село                         | ↘576      |
| 3 | Мамяково         | деревня                      | ↘437      |
| 4 | Нижнеакбашево    | деревня                      | ↗184      |
| 5 | Среднеакбашево   | деревня                      | ↗175      |
| 6 | Гургуреево       | деревня                      | ↘145      |
| 7 | Верхнеакбашево   | деревня                      | ↗86       |
| 8 | Воецское         | село                         | ↗74       |
| 9 | Субай            | деревня                      | ↗44       |

## Известные уроженцы
- Арсланов, Мухамед Нуриахмедович (2 февраля 1910 – 20 октября 2001) — народный художник БАССР, народный художник РСФСР, один из основоположников башкирского театрально-декорационного искусства[13].
- Валиев, Файзи (1892 — 29 ноября 1941) — российский, советский башкирский и татарский писатель[14].